# Betriebskrankenkasse der G. M. Pfaff AG
Die Betriebskrankenkasse der G. M. Pfaff AG Kaiserslautern (BKK Pfaff, Eigenschreibweise BKK PFAFF) ist eine Betriebskrankenkasse mit Sitz in Kaiserslautern. Eine Mitgliedschaft ist für alle gesetzlich Versicherten mit Wohn- oder Beschäftigungsort in Rheinland-Pfalz möglich.

## Geschichte
Gegründet wurde sie vom Unternehmensinhaber Georg Michael Pfaff Ende des Jahres 1884 nach der im Jahr 1883 beschlossenen Bismarckschen Sozialgesetzgebung unter dem Namen Fabrikkrankenkasse der G. M. Pfaff Nähmaschinenfabrik.
Am 31. Januar 1997 fusionierte sie mit der im Jahre 1897 errichteten BKK Guss- und Armaturwerk Kaiserslautern, Nachf. Karl Billand GmbH & Co und ist laut § 1 der Satzung für die  Betriebe Pfaff Industriesysteme und Maschinen AG, Pegasus Europe GmbH, Aco Guss GmbH, alle in Kaiserslautern ansässig, sowie Bürstlein Gusstechnik GmbH in Landstuhl, GTT German Textile Technologie Ltd. in Konken und Poly-Tech in Sembach  zuständig.
Seit 1. Oktober 1999 ist die Betriebszugehörigkeit zu einem der genannten Unternehmen für eine Versicherung bei der BKK Pfaff nicht mehr von Bedeutung, vielmehr steht die BKK Pfaff allen Pflichtversicherten und freiwillig Versicherten die ihren Wohnsitz oder Beschäftigungsort in  Rheinland-Pfalz haben als gesetzliche Kranken- und Pflegeversicherung offen. Die meisten Versicherten hat die BKK Pfaff im Stadt- und Landkreis von Kaiserslautern. Hier befindet sich auch ihr Aktivitätenschwerpunkt im Bereich Prävention in Kindergärten, Schulen, Pflegeheimen sowie über ein eigenes Kursangebote in der Individualprävention.

## Beitragssätze
Seit 1. Januar 2009 werden die Beitragssätze vom Gesetzgeber einheitlich vorgegeben. Die BKK Pfaff erhob bis 31. Dezember 2014 keinen einkommensunabhängigen, kassenindividuellen Zusatzbeitrag. Seit dem 1. Januar 2024 erhob sie einen einkommensabhängigen Zusatzbeitrag in Höhe von 1,4 Prozent des beitragspflichtigen Einkommens, zum 1. Juli 2024 folgte eine Erhöhung auf 1,8 Prozent.